# Еловатское муниципальное образование
Еловатское муниципальное образование — сельское поселение в Самойловском районе Саратовской области Российской Федерации.
Административный центр — село Еловатка.

## История
Статус и границы сельского поселения установлены Законом Саратовской области от 29 декабря 2004 года № 116-ЗСО «О муниципальных образованиях, входящих в состав Самойловского муниципального района».

## Население
| 2010  | 2011  | 2012  | 2013  | 2014  | 2015  | 2016  |
| ----- | ----- | ----- | ----- | ----- | ----- | ----- |
| 1284  | ↘1278 | ↘1236 | ↘1211 | ↘1197 | ↘1181 | ↘1162 |
| 2017  | 2018  | 2019  | 2020  | 2021  |       |       |
| ↘1143 | ↘1137 | ↘1119 | ↘1085 | ↘969  |       |       |

## Состав сельского поселения
| № | Населённый пункт | Тип населённого пункта       | Население |
| - | ---------------- | ---------------------------- | --------- |
| 1 | Еловатка         | село, административный центр | ↘606      |
| 2 | Ольшанка         | село                         | ↘678      |